# Mouna Benabderrassoul
Mouna Benabderrassoul, née le 12 mai 1984, est une taekwondoïste marocaine qui combat dans la catégorie des moins de 67 kg.
Médaillée d'or des moins de 67 kg aux Jeux panarabes de 2007, elle est médaillée de bronze dans la catégorie des moins de 63 kg aux Championnats du monde de taekwondo 2001.